# Queen's House
La Queen's House (lett. "Casa della Regina") è un'ex residenza reale britannica situata a Greenwich, costruita dall'architetto Inigo Jones, all'inizio della sua carriera architettonica, per la regina Anna di Danimarca, consorte di Giacomo I d'Inghilterra. I lavori si svolsero tra il 1616 e il 1919, fino alla morte di Anna, per poi essere completati tra il 1632 e il 1635 su commissione della regina Enrichetta Maria, consorte di Carlo I.
La Queen's House è uno dei più importanti edifici nella storia dell'architettura britannica, essendo stato il primo costruito consapevolmente come classico in Gran Bretagna.
La Queen's House fu la prima grossa commissione affidata a Jones dopo il suo ritorno dal grand tour che aveva compiuto in Italia per studiare le architetture romana, rinascimentale e palladiana. Jones cominciò infatti ad introdurre i concetti ed il gusto dell'architettura palladiana proprio in questa costruzione, la quale deve essere apparsa davvero rivoluzionaria agli occhi degli inglesi coevi, anche se in effetti il complesso si discosta dal vincoli matematici del Palladio. Infatti è probabile che l'ispirazione della pianta a forma di H provenga dalla villa medicea di Poggio a Caiano, opera di Giuliano da Sangallo.
In virtù della sua importanza storica e artistica la Queen's House è un monumento classificato di grado I. Dal 1937 è parte del National Maritime Museum di Greenwich.